# Александер Семкович (історик)

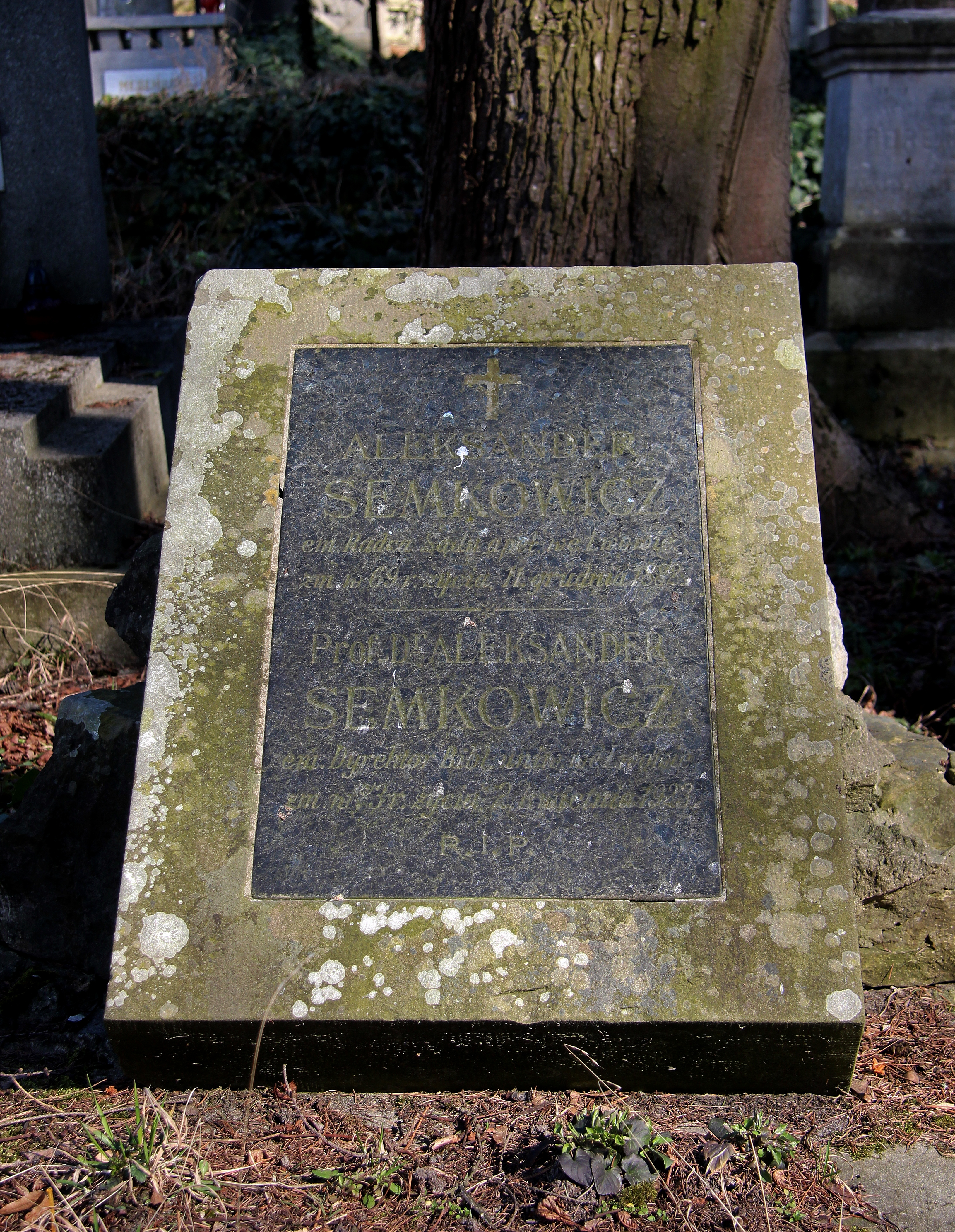

Александер Семкович (пол. Aleksander Semkowicz; 7 лютого 1850, Львів — 2 квітня 1923, там само) — польський галицький історик, педагог, редактор. Батько Владислава Семковича. 

## Життєпис
Народився в сім'ї радника крайового суду Александера Семковича та його дружини Антоніни (з дому Нич). Навчався в Самбірській та Львівській (імені Франца Йозефа) гімназіях. 1875 року захистив докторську працю. У 1874-1876 роках — суплент (заступник учителя) у Львівській гімназії імені Франца Йозефа. 1876 року у Львові уклав шлюб із Марією Шір (пол. Schier). Редагував польськомовний історичний журнал «Kwartalnik Historyczny». Серед його праць, зокрема, «Krytyczny rozbiór „Dziejów polskich“ Jana Długosza do roku 1384 (1887)». 
Помер у Львові. Похований на полі № 9 Личаківського цвинтаря.

## Зауваги
1. ↑  іноді Олександр Семкович